# Frank Twum Ntini
Frank Twum Ntini, auch Frank Nam Twum oder Frank Ntim Twum, (* 26. Februar 1984 in Ghana; † 1. Mai 2020 in Bangladesch) war ein ghanaischer Fußballspieler.

## Karriere
Über die frühe Karriere von Frank Twum Ntini ist nur wenig bekannt. Er soll jedoch für Tema Youth in der Ghana Premier League gespielt haben, was die Vereinsverantwortlichen jedoch nach den Anfang 2020 gegen den Spieler erhobenen Vorwürfen vehement bestritten. Anderen Quellen zufolge spielte er nicht nur für Tema Youth, sondern auch für die beiden ghanaischen Erstligavereine Berekum Chelsea und Hearts of Oak. Wann er nach Asien wechselte, ist nicht überliefert. Bereits Anfang der 2010er Jahre trat er als Fußballspieler in Bangladesch in Erscheinung und spielte zumindest in den Spielzeiten 2011/12 und 2012/13 für den bangladeschischen Erstligisten Abahani Ltd. Dhaka. In erstgenannter Saison konnte der Stürmer mit dem Klub die Meisterschaft gewinnen.
Ob er im Anschluss weiterhin für den Verein aktiv war oder erst zu einem späteren Zeitpunkt zu Abahani Ltd. Dhaka zurückkehrte, lässt sich aus der vorhandenen Quellenlage nicht eindeutig erkennen. Jedenfalls kam der Ghanaer von Abahani kommend Anfang des Jahres 2017 zum Feni SC aus der im Südosten Bangladeschs gelegenen Stadt Feni. Mit dem Klub war er jedoch im hinteren Tabellenteil vertreten und transferierte Anfang des Jahres 2018 zu Brothers Union, einem weiteren Klub aus der Bangladesh Premier League. Die von Nicolas Vitorović trainierte Mannschaft war am Saisonende ebenfalls nur in der zweiten Tabellenhälfte anzutreffen. Nachdem er kurzzeitig ohne Klub gewesen sein dürfte, heuerte der Angriffsspieler wahrscheinlich um das Jahr 2019 bei Chittagong Abahani Limited, einem weiteren Erstligisten, an.
Am 3. Januar 2020 wurde Frank Twum Ntini zusammen mit Richard Dzifa Appiae, einem weiteren ghanaischen Fußballspieler, von der Polizei des Stadtteils Bakalia Thana in Chittagong (Chattogram) wegen des Besitzes von 7500 Yaba-Tabletten (eine Mischung aus Methamphetamin und Koffein in Tablettenform) festgenommen und inhaftiert. Die beiden Ghanaer waren gegen 2 Uhr morgens im Bereich der Shah-Amanat-Brücke aus einem Bus gestiegen, während sie von Cox’s Bazar nach Dhaka unterwegs waren. Dabei hatten sie sich so verdächtig verhalten, dass sie von der Polizei kontrolliert wurden, die bei einer Durchsuchung die Yaba-Tabletten in ihrem Besitz entdeckte. Bei einer anschließenden Vernehmung gaben die beiden zu Protokoll, dass sie die Tabletten für jemand anderen in der Hauptstadt geschmuggelt hätten. Wegen der großen sichergestellten Menge drohte den Ghanaern eine langjährige Freiheitsstrafe, im Extremfall sogar die Todesstrafe. Hinzu kam, dass beide falsche Geburtsdaten angaben, um sich jünger zu machen, als sie tatsächlich waren. Nachdem er seitdem inhaftiert gewesen war, wurde Frank Twum Ntini am 29. April 2020 mit Fieber und Husten ins Chattogram Medical College Hospital eingeliefert und starb dort zwei Tage später an einem septischen Schock.